# Martti Aho
Martti Johannes Aho (Keminmaa, 19 marzo 1896 – Kokkola, 21 giugno 1968) è stato un militare finlandese. 
È uno degli unici quattro uomini ad aver ricevuto per due volte la Croce di Mannerheim di II Classe.

## Biografia
Nato in una famiglia contadina, figlio di Johan August Aho e Rosa Amalia Matinlassi, Martti Aho ha partecipato alla guerra civile finlandese nel 1918 e alla spedizione di Aunus del 1919-1920 contro i sovietici in qualità di comandante di battaglione. Si è diplomato al corso per ufficiali nel 1921, e dal 1923 ha prestato servizio presso la Guardia di Frontiera come tenente, con una pausa fra il 1927 e il 1928 per frequentare la Scuola per cadetti. Il 21 marzo 1931 fu promosso capitano. Fu direttore della Scuola per ufficiali della Guardia di Frontiera dal 1933 al 1934, e comandò una compagnia presso la frontiera di Salmi. Durante la Guerra d'inverno comandò l'8º Battaglione Distaccato, e in seguito il 38º Reggimento Fanteria, e fu ferito per due volte. Durante la breve tregua che ne seguì prestò servizio come capo dell'Ufficio della Guardia di Frontiera presso la 13ª Divisione.

All'inizio della Guerra di continuazione, Aho, nel frattempo promosso maggiore, divenne capo delle operazioni presso il quartier generale dell'11ª Divisione, e a partire dal 21 luglio 1941 ne comandò il 50º Reggimento Fanteria. L'11 ottobre dello stesso anno fu promosso tenente colonnello. Per la sua abilità nel comando durante la battaglia per la conquista di Petrozavodsk fu proposto per la Croce di Mannerheim, di cui fu nominato cinquantaduesimo cavaliere il 1 marzo 1942.

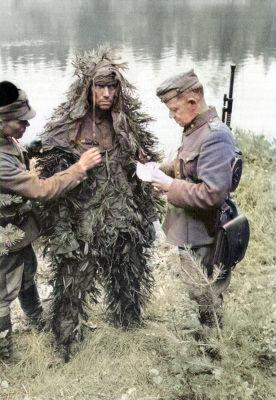
Martti Aho interroga un prigioniero sovietico, agosto 1941

 In seguito il suo reggimento si trincerò, con l'Armata di Carelia, lungo il fiume Svir'. Il 23 giugno 1944 fu promosso colonnello, e la sua divisione fu trasferita nell'istmo careliano, dove prese parte alla battaglia di Talin-Ihantala. Aho fu ferito il 29 giugno presso Kärstilänjärvi.
Durante la Guerra di Lapponia il suo 50º Reggimento, inquadrato nel Gruppo Pajaria (Ryhmä Pajaria), combatté con successo i tedeschi a nord di Tornio. Per questa azione Aho fu nuovamente decorato della Croce di Mannerheim il 16 ottobre 1944.
Dopo la fine della guerra Aho divenne comandante dei distretti militari di Rovaniemi e Raahe. Nel 1949 fu trasferito nella riserva, e andò definitivamente in pensione nel 1966.
Negli anni 20 si era sposato con Claudia Seise, dalla quale ebbe tre figli: Maire Irene Aulikki (1922-2003), Maj-Lis Eila Anita (1923-1956) e Kalevi Jaakko Johannes (1925-2011).